# Chien de garde (film, 2018)
Pour les articles homonymes, voir Chien de garde (homonymie).
Pour plus de détails, voir Fiche technique et Distribution.
Chien de garde est un film dramatique québécois réalisé par Sophie Dupuis, sorti en 2018.

## Synopsis
Occupant un petit appartement minable du quartier montréalais de Verdun avec son frère Vincent, sa mère Joe et sa petite amie Mel, JP est un jeune homme constamment sur le fil du rasoir qui peine à combler les besoins des siens dont il se sent responsable. Avec son frère, il intensifie ses activités criminelles de collecteur pour le modeste cartel de drogue de son oncle Dany. Mais les conflits tendus qui se succèdent sans arrêt finissent par exercer une pression insoutenable sur le jeune homme et le poussent dans ses derniers retranchements.

## Fiche technique
- Titre original : Chien de garde
- Réalisation : Sophie Dupuis
- Scénario : Sophie Dupuis
- Musique : Gaëtan Gravel, Patrice Dubuc
- Chanson originale : Dead Obies
- Direction artistique : Éric Barbeau
- Costumes : Patricia McNeil
- Maquillage : Marie Salvado
- Coiffure : Nermin Grbic
- Photographie : Mathieu Laverdière
- Son : Frédéric Cloutier, Patrice Leblanc, Luc Boudrias
- Montage : Dominique Fortin
- Production : Étienne Hansez
- Société de production : Bravo Charlie
- Sociétés de distribution : Axia Films (Canada), Fratel films (France)
- Budget : 1,5 million $ CA[1]
- Pays de production :  Canada
- Langue originale : français
- Format : couleur
- Dates de sortie :
  -  Québec : 9 mars 2018
  -  France : 14 novembre 2018

## Distribution
- Jean-Simon Leduc : JP
- Théodore Pellerin : Vincent
- Maude Guérin : Joe
- Claudel Laberge : Mel
- Paul Ahmarani : Danny
- Marjolène Morin (Marjo) : Chantale
- Léane Labrèche-Dor : Sonia
- Geneviève Schmidt : Marie-Pierre

## Distinctions

### Prix
- Festival international du film de Saint-Jean-de-Luz 2018[2] :
  - Prix de la mise en scène
  - Prix d'interprétation masculine pour Jean-Simon Leduc et Théodore Pellerin

- 20e gala Québec Cinéma : 
  - Prix Iris de la Meilleure interprétation dans un premier rôle féminin pour Maude Guérin
  - Prix Iris de la Meilleure révélation de l'année pour Théodore Pellerin
  - Prix Iris du Meilleur montage pour Dominique Fortin

### Nominations
- 20e gala Québec Cinéma : 
  - Prix Iris du Meilleur film pour le producteur Étienne Hansez
  - Prix Iris de la Meilleure réalisation pour Sophie Dupuis
  - Prix Iris du Meilleur scénario pour Sophie Dupuis
  - Prix Iris de la Meilleure interprétation dans un premier rôle masculin pour Jean-Simon Leduc
  - Prix Iris de la Meilleure musique originale pour Patrice Dubuc, Gaëtan Gravel, Vincent Banville, Gregory Beaudin Kerr, Jonathan Quirion, Jean-François Ruel, Pierre Savu-Massé et Charles-André Vincelette